# Thyridolepis
Thyridolepis es un género de plantas herbáceas de la familia de las gramíneas o poáceas. Es originario de Australia. Comprende 3 especies descritas y  aceptadas.

## Taxonomía
El género fue descrito por Stanley Thatcher Blake y publicado en Contributions from the Queensland Herbarium 13: 25–27. 1972. La especie tipo es: Thyridolepis mitchelliana
Etimología
El nombre del género deriva de las palabras griegas thyridos (ventana) y lepis (escala), aludiendo su lema inferior peculiar. 
Citología
El número cromosómico básico es x = 9, con números cromosómicos somáticos de 2n = 18 y 36. 2 y 4 ploides. 

## Especies aceptadas
A continuación se brinda un listado de las especies del género Thyridolepis aceptadas hasta noviembre de 2014, ordenadas alfabéticamente. Para cada una se indica el nombre binomial seguido del autor, abreviado según las convenciones y usos.	
- Thyridolepis mitchelliana
- Thyridolepis multiculmis
- Thyridolepis xerophila